# Mapa de caracteres (Windows)
Mapa de caracteres (Charmap.exe) es una utilidad incluida con los sistemas operativos Microsoft Windows y se utiliza para visualizar todas las fuentes tipográficas instaladas en el sistema, para comprobar la entrada del teclado (Alt + código). Se utiliza para introducir los caracteres, seleccionándolo de la lista y copiándolo al portapapeles en lugar de escribir. La herramienta suele ser útil para introducir caracteres especiales.
El Windows "Vista" usa una casilla de verificación que puede utilizarse para inspeccionar los conjuntos de caracteres en un tipo de letra de acuerdo a las distintas codificaciones (páginas de códigos), incluyendo código Unicode de tiempo, para localizar particular por sus caracteres Unicode punto de código y búsqueda de caracteres Unicode por su nombre. Para las fuentes Unicode, los caracteres se pueden agrupar por sus subrango Unicode. La herramienta soporta actualmente bajo el punto de código U + FFFE.